# Jessica Walker
Jessica Walker (Brighton, 24 de juny de 1990) és una esportista britànica que competeix en piragüisme en la modalitat d'aigües tranquil·les, guanyadora de 3 medalles al Campionat Europeu de Piragüisme entre els anys 2009 i 2016.

## Palmarès internacional
| Campionat Europeu | Campionat Europeu       | Campionat Europeu | Campionat Europeu |
| Any               | Lloc                    | Medalla           | Competició        |
| ----------------- | ----------------------- | ----------------- | ----------------- |
| 2009              | Brandenburg ( Alemanya) | 3                 | K4 200 m          |
| 2014              | Brandenburg ( Alemanya) | 3                 | K2 200 m          |
| 2016              | Moscou ( Rússia)        | 2                 | K1 200 m          |